# Godgifu
Pour les articles homonymes, voir Goda (homonymie).
Godgifu ou Goda est une princesse anglaise née après 1002 et morte vers 1047.

## Biographie
Godgifu est la fille du roi d'Angleterre Æthelred le Malavisé et de sa deuxième femme, la princesse Emma de Normandie. Elle est, de ce fait, la sœur du roi Édouard le Confesseur et d'Alfred, ainsi que la nièce du duc normand Richard II. Comme ses frères, elle est largement ignorée par sa mère, la reine Emma, qui, après la mort d'Æthelred en 1016, se remarie avec le conquérant danois Knut le Grand, oubliant les trois enfants de son premier mariage qui restent en exil en Normandie.
Elle épouse en premières noces Dreux (mort en 1035), comte de Vexin et d'Amiens, dont elle a plusieurs enfants :
- Gautier III (mort en 1063), comte de Vexin, d'Amiens et du Maine ;
- Foulques II (mort en 1058), évêque d'Amiens ;
- Raoul de Mantes (mort en 1057), comte de Hereford.

Elle se remarie vers 1036 avec Eustache II, dit « aux Grenons », comte de Boulogne, mais n'a pas d'enfant de son second lit.
Après la conquête normande de l'Angleterre par Guillaume le Conquérant, son petit-cousin, les terres qu'elle possède dans le Buckinghamshire sont partagées entre Bertram de Verdun, seigneur de Farnham Royal, et Raoul, baron de Fougères.